# Udaipur (Chota Nagpur)
Udaipur fou un estat tributari de l'Índia a les Províncies Centrals, amb una superfície de 2.724 km². Formà part de la suprovíncia de Chota Nagpur a Bengala però el 1905 en fou separat.

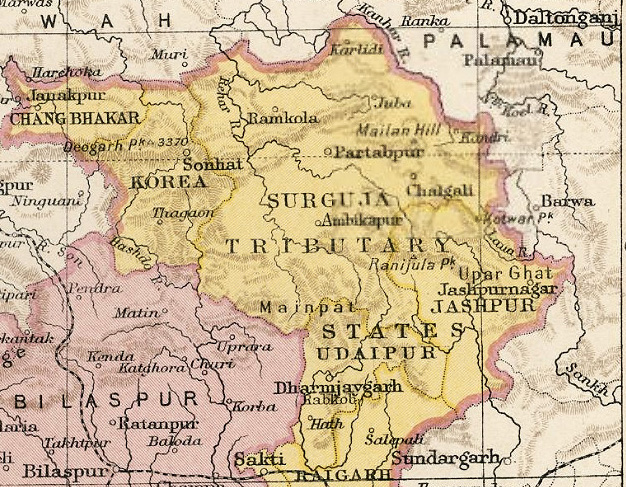
Mapa d'Udaipur a lImperial Gazetteer of India.

## Geografia
Limita al nord amb Surguja; a l'est amb Jashpur i Raigarh; al sud amb Raigarh, i a l'oest amb el districte de Bilaspur. El límit nord el forma el massís de Mainpat (a Surguja), que arriba als 1.172 metres; de la seva vora surten diversos rierols que corren cap al sud, cap a la fèrtil vall del riu Mand, i el terreny forma una baixada constant que continua després del riu fins a Raigarh, a l'extrem sud de l'estat.
A uns 3 km a l'est de la capital, Dharamjaigarh, s'explota una conca carbonífera i a la rodalia una pedrera de rajoles per construcció (a uns 14 km al nord-est). L'única elevació destacada és el Lotta, de 650 metres. El riu Mand es troba amb el Mahanadi a Raigarh; l'estat estava cobert de selves i mancat de comunicacions.

## Població, religió, economia
La població era de 35.536 el 1891 i 45.391 el 1901, distribuïda en 196 pobles, amb 43 habitants per milla quadrada. Més de 41.000 habitants eren hindús, i quasi quatre mil animistes. La tribu més nombrosa eren els kaurs (18.000) i altres grups eren els bhuiyes, els chiks, els gonds, els majwars, els mundes, els oraons i els pans (entre 40.000 i 2.000 cada grup).
Més del 70% eren agricultors i la resta es dedicava parcialment a l'agricultura. L'aliment bàsic era l'arròs i una mica de moresc. S'exportaven arròs, mahua chiranji (una fruita oliosa comestible similar als pistatxos), corns, pells, cera i laca; i s'importava sal, tabac, cotó i roba, i espècies. La terra en general passava de pares a fills, encara que legalment podia ser concedida.

## Govern administració

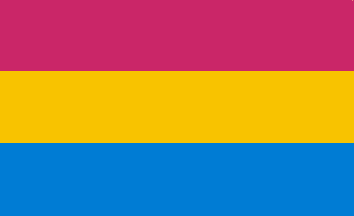
Bandera del principat

Les relacions amb la Gran Bretanya eren regulades pel sanad (decret) de 1899 i reexpedit el 1905 quan l'estat fou transferit a les Províncies Centrals; el sanad reconeixia al sobirà (raja) i li permetia administrar el seu territori sota determinades condicions, i es fixava el tribut pels següents vint anys en què s'hauria de revisar (800 rúpies a l'any); el sobirà estava sota el control del comissionat de Chhattisgarh, especialment amb relació a matèries com l'establiment i recaptació de rendes de la terra i de taxes, la justícia, les duanes, la sal, l'opi, i les relacions amb altres estats o principats; no podia cobrar taxes per les importacions i les exportacions sense autorització del comissionat, però sí que podia establir alguns aranzels per algunes exportacions i importacions; tenia algunes facultats judicials limitades a casos criminals amb presó fins a 5 anys, i civils amb multes fins a 200 rúpies; per damunt calia la confirmació del comissionat i eren dictades per l'agent polític dels feudataris de Chhatisgarh (Chhattisgarh Feudatories) que tenia el poder d'un magistrat de districte i jutge assistent; el comissionat tenia el poder d'un jutge de sessions i per damunt, com a suprema cort, el cap de Comissionats.

## Policia, educació, sanitat
L'estat disposava només de policia (50 homes i 7 oficials, a part dels chaukidars o policies locals). A Dharmjaygarh hi havia una presó per 50 persones i un dispensari i al començament del segle XX es va construir un hospital. Hi havia 346 km de carreteres a càrrec de l'estat. El 1901 només 29 nadius sabien llegir i escriure però després es van obrir 4 escoles i el 1905 ja n'eren 9, i la situació va millorar.

## Història
Udaipur, com la resta del grup d'estats tributaris de Chota Nagpur, fou cedit al govern britànic per un acord provisional amb Mudhoji Bhonsla (Appa Sahib) el 1818. Udaipur era fins llavors un feu d'una branca jove dels raskels rajputs que governaven a Surguja. El 1818 era sobirà Kalyan Singh, que pagava tribut a Surguja.
El 1852 el sobirà i els seus dos germans foren condemnats per homicidi i empresonats, i l'estat va quedar en mans del govern britànic en virtut de la doctrina de la caducitat, definida per Lord Dalhousie. Durant la Rebel·lió índia de 1857 els germans de l'antic sobirà es van escapar, van arribar a la zona i hi van restablir el seu poder, però del 1859 el darrer dels germans vius va ser capturat i condemnat a deportació de per vida a les illes Andaman. El 1860 els britànic van decidir retornar l'estat a un parent (germà) del sobirà de Surguja, Indrajit Singh, de nom Bindesawar Prasad Singh, que havia fet grans serveis durant la rebel·lió de 1857.
Bindesawar Prasad Singh va morir el 18 de març de 1876 i el va succeir el seu fill Dharamjit Singh, que va morir a l'entorn de 1900, ocupant el poder el seu fill Chandra Shekar Prasad Singh fins al 1926, quan va morir sense fills; el va succeir el 8 de desembre de 1927 el seu fill adoptiu Chandra Chur Prasad Singh, fill de Ramanuj Saran Singh, sobirà de Surguja. El 15 d'agost de 1947 va entrar a formar part de l'Índia independent.

## Llista de sobirans
- Kalyan Singh 1818-1852
- Suprimit de fet 1852-1857
- Dhiraj Deo 1857-1858
- Sheoraj Singh 1858-1859
- Ocupació britànica 1859-1860
- Bindesawar Prasad Singh 1860-1876
- Dharamjit Singh 1876-1900
- Chandra Shekar Prasad Singh 1900-1926
- Interregne 1926-1927
- Chandra Chur Prasad Singh 1927-1947